# Kniffel
Kniffel oder Yahtzee ist ein Würfelspiel mit fünf Würfeln, einem Würfelbecher und einem speziellen Spielblock. Das Spiel ist kommerziell erhältlich, wird jedoch häufig ohne den vorgedruckten Block gespielt. Es leitet sich ab vom Escalero, einer südamerikanischen Form des Würfelpokers, und dem Yacht, ist jedoch wesentlich jünger und wird mit herkömmlichen Spielwürfeln gespielt. Leicht abgeleitete Formen mit etwas anderen Regeln sind das in Dänemark populäre Balut sowie Yatzy, Yams oder Kismet. Hinzu kommen verschiedene Varianten und Umsetzungen, etwa als Reisespiel oder als Computerspiel.

## Geschichte

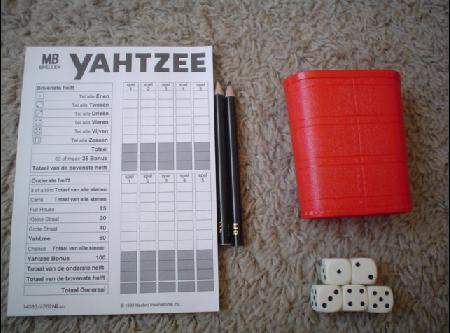
Yahtzee in einer Version von Milton Bradley (MB Spiele)

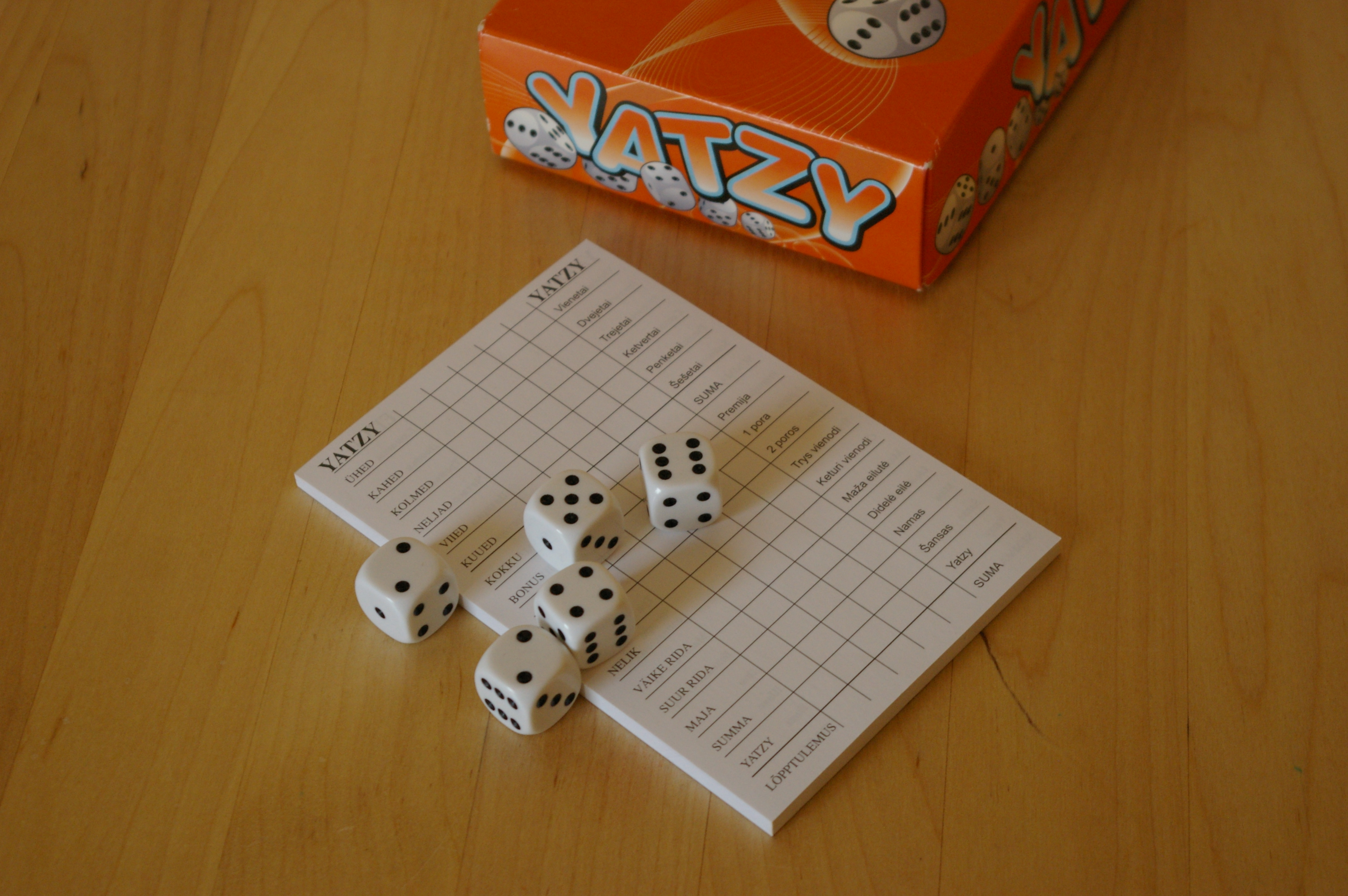
Yatzy. Gegenüber Yahtzee und Kniffel sind als zusätzliche Wertungen der einfache und der zweifache Pasch aufgenommen worden.

Die ursprünglichere Form, das Yahtzee, wurde 1956 von E.S. Lowe in den Vereinigten Staaten auf den Markt gebracht. 1973 wurde E.S. Lowe von der Milton Bradley Company (MB Spiele) gekauft, bis dahin wurden weltweit bereits 40 Millionen Yahtzee-Spiele verkauft. Da Hasbro 1984 wiederum Milton Bradley übernahm, wird Yahtzee heute von Hasbro angeboten; laut Hasbro werden zurzeit jährlich 50 Millionen Yahtzee-Spiele verkauft. Das in Deutschland 1972 von Schmidt Spiele auf den Markt gebrachte Kniffel unterscheidet sich kaum vom Yahtzee. Später erschienen weitere Varianten mit geringen Unterschieden. Lediglich minimal abgewandelt kam das Spiel etwa von Peri Spiele unter den Namen Yam bzw. Yams sowie in den Vereinigten Staaten als Yatzy auf den Markt. Dabei unterscheidet sich Yatzy von Yahtzee und Kniffel darin, dass als zusätzliche Wertungen der einfache und der zweifache Pasch aufgenommen wurden. Yatzy wird auch in der Schweiz und teilweise in Österreich gespielt. Im englischsprachigen Raum ist zudem die Version Kismet bekannt. In der DDR wurde das Spiel im VEB Berlinplast hergestellt und bis 1990 unter dem Namen Pasch verkauft, auch hier waren der einfache und der zweifache Pasch enthalten. In Dänemark und Teilen von Südostasien ist das in den Grundzügen ähnliche Balut populär, das sich in der Wertung jedoch deutlich von Yahtzee unterscheidet und direkt aus einem Pokerwürfelspiel hervorgegangen ist.
Yahtzee unterschied sich von seinen Vorgängern darin, dass der Spielblock in einen oberen Teil mit reinen Zahlenwürfen und einen unteren Teil mit den sogenannten Figuren unterteilt wurde. Außerdem wurde die „Chance“ eingeführt, bei der die Würfelaugen eines beliebigen Wurfs addiert werden. Ebenfalls hinzu kam der Bonus, der vergeben wird, wenn im oberen Teil eine bestimmte Punktzahl erreicht wird. Fünf Würfel mit der gleichen Augenzahl werden als „Kniffel“ oder „Yahtzee“ bezeichnet und bringen die meisten Punkte ein.

## Spielregeln
Jeder Spieler erhält einen Spielblock, auf dem er seine Ergebnisse eintragen muss. Gewinner ist, wer am Ende die höchste Gesamtsumme auf seinem Zettel erzielen kann. Gespielt wird mit fünf Augenwürfeln und einem Würfelbecher; es wird reihum gewürfelt. Jeder Wurf muss mit dem Würfelbecher geworfen werden. In jeder Runde darf jeder Spieler bis zu dreimal hintereinander würfeln. Dabei darf man „passende“ Würfel zur Seite legen und mit den verbleibenden weiter würfeln. Nach dem zweiten Wurf dürfen Würfel, die beim ersten Wurf behalten wurden, wieder aufgenommen werden. Spätestens nach dem dritten Wurf muss man sich für ein freies Feld auf dem Spielzettel entscheiden, welches nun mit dem Ergebnis dieses Wurfes bewertet wird – oder ein Feld streichen.

### Oberer Block
Im oberen Block werden jeweils gleiche Würfelwerte verzeichnet. Wenn man beim Sammeln in der Summe mindestens 63 Punkte (beispielsweise für jedes Feld drei Würfel) bekommen hat, gibt es einen Bonus von 35 Punkten.
| Kategorie | Beschreibung     | Wertung                               | Beispiel |
| --------- | ---------------- | ------------------------------------- | -------- |
| Einser    | Jede Kombination | Die Summe der Augenzahlen der Einser  | zählt 3  |
| Zweier    | Jede Kombination | Die Summe der Augenzahlen der Zweier  | zählt 6  |
| Dreier    | Jede Kombination | Die Summe der Augenzahlen der Dreier  | zählt 12 |
| Vierer    | Jede Kombination | Die Summe der Augenzahlen der Vierer  | zählt 8  |
| Fünfer    | Jede Kombination | Die Summe der Augenzahlen der Fünfer  | zählt 0  |
| Sechser   | Jede Kombination | Die Summe der Augenzahlen der Sechser | zählt 18 |

### Unterer Block
Im unteren Block werden Figuren gewürfelt und eingetragen. Wenn man ein Ergebnis in ein Feld einträgt, bei dem die Bedingung nicht erfüllt ist (zum Beispiel wenn beim Feld Dreierpasch nicht drei Würfel gleich sind), wird das Feld gestrichen oder die Punktzahl „0“ eingetragen.
| Kategorie         | Beschreibung                                                         | Wertung                 | Beispiel |
| ----------------- | -------------------------------------------------------------------- | ----------------------- | -------- |
| Dreierpasch       | Mindestens drei gleiche Zahlen                                       | Summe aller Augenzahlen | zählt 17 |
| Viererpasch       | Mindestens vier gleiche Zahlen                                       | Summe aller Augenzahlen | zählt 24 |
| Full House        | Drei gleiche und zwei gleiche, andere Zahlen                         | 25                      | zählt 25 |
| Kleine Straße     | Vier aufeinanderfolgende Augenzahlen (1-2-3-4, 2-3-4-5 oder 3-4-5-6) | 30                      | zählt 30 |
| Große Straße      | Fünf aufeinanderfolgende Augenzahlen (1-2-3-4-5 oder 2-3-4-5-6)      | 40                      | zählt 40 |
| Kniffel / Yahtzee | 5 gleiche Zahlen                                                     | 50                      | zählt 50 |
| Chance            | Jede Kombination                                                     | Summe aller Augenzahlen | zählt 13 |

Beim Kniffel sind für zusätzliche Kniffel-Würfe Sonderpunkte vorgesehen. Dafür werden nach offiziellen Regeln für jeden weiteren Kniffel auf der Rückseite des Spielblatts jeweils 50 Punkte vermerkt, zugleich wird bei den Zahlenwürfen im oberen Bereich die Summe der Würfel eingetragen – ein Kniffel aus fünf Zweien bringt dann also 10 Punkte im oberen Feld + 50 Punkte Bonus.
Beim Yahtzee gibt es einen Bonus von 100 Punkten für einen zusätzlichen Yahtzee-Wurf, der in das Yahtzee-Bonus-Feld eingetragen werden kann. Wird allerdings ein Yahtzee geworfen, wenn das Yahtzee-Feld bereits mit einer 0 gefüllt ist, entfallen die Yahtzee-Punktzahl und der -Bonus, der Würfelwurf wird wie ein normaler Zahlenwurf mit fünf gleichen Zahlen als Pasch, Full House oder Chance vermerkt.

### Spielende
Ist der Spielzettel voll, so ist das Spiel beendet und die Punkte vom Sammeln und den anderen Spielen und eventuell der Bonus werden zusammengezählt. Es gewinnt der Spieler mit den meisten Punkten. Ein Spieler kann im regulären Spiel maximal 375 Punkte erhalten, wenn er keinen Bonus für zusätzliche Kniffel / Yahtzee bekommt.

## Spielblock
Der Spielblock ist bei Yahtzee und Kniffel gleich aufgebaut und besteht aus einem oberen und einem unteren Block sowie Spalten für insgesamt sechs Spiele. Die folgende Vorlage ist beispielhaft für drei Spiele ausgefüllt, wobei #3 die theoretisch denkbaren Höchstwertungen in jeder Kategorie aufführt.
| Spiel                | #1 Punkte | #2 Punkte | #3 Punkte | #4 Punkte | #5 Punkte | #6 Punkte | Anmerkungen                                              |
| -------------------- | --------- | --------- | --------- | --------- | --------- | --------- | -------------------------------------------------------- |
| Einer                | –         | 3         | 5         |           |           |           | Nur Einer zählen                                         |
| Zweier               | 6         | 6         | 10        |           |           |           | Nur Zweier zählen                                        |
| Dreier               | 9         | 12        | 15        |           |           |           | Nur Dreier zählen                                        |
| Vierer               | 12        | 8         | 20        |           |           |           | Nur Vierer zählen                                        |
| Fünfer               | 15        | 15        | 25        |           |           |           | Nur Fünfer zählen                                        |
| Sechser              | 24        | 18        | 30        |           |           |           | Nur Sechser zählen                                       |
| Summe oben           | 66        | 62        | 105       |           |           |           |                                                          |
| Bonus                | 35        | –         | 35        |           |           |           | 35 Punkte, wenn oben mindestens 63 Punkte                |
| Gesamter oberer Teil | 101       | 62        | 140       |           |           |           |                                                          |
| Dreierpasch          | 23        | 21        | 30        |           |           |           | Drei gleiche Zahlen – Alle Augen zählen                  |
| Viererpasch          | –         | 27        | 30        |           |           |           | Vier gleiche Zahlen – Alle Augen zählen                  |
| Full House           | 25        | 25        | 25        |           |           |           | Drei gleiche und zwei gleiche, andere Zahlen – 25 Punkte |
| Kleine Straße        | 30        | 30        | 30        |           |           |           | 1-2-3-4, 2-3-4-5, oder 3-4-5-6 – 30 Punkte               |
| Große Straße         | 40        | –         | 40        |           |           |           | 1-2-3-4-5 oder 2-3-4-5-6 – 40 Punkte                     |
| Kniffel/Yahtzee      | 50        | –         | 50        |           |           |           | Fünf gleiche Zahlen – 50 Punkte                          |
| Chance               | 21        | 19        | 30        |           |           |           | Alle Augen zählen                                        |
| Summe unten          | 189       | 122       | 235       |           |           |           |                                                          |
| Summe oben           | 101       | 62        | 140       |           |           |           |                                                          |
| Gesamtsumme          | 290       | 184       | 375       |           |           |           | Oben + Bonus + Unten                                     |

## Strategische Hinweise

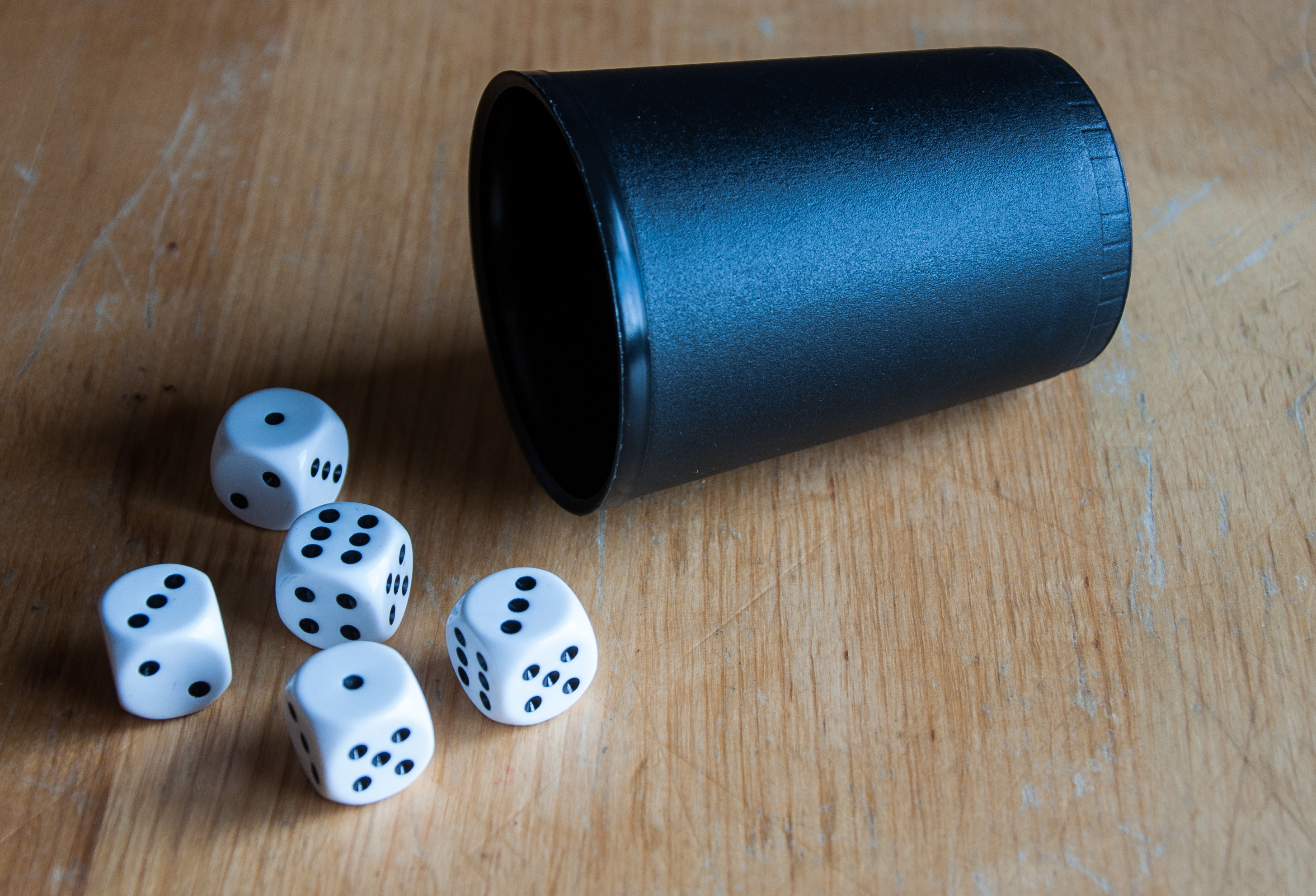
Die Wahrscheinlichkeit, mit einem Wurf einen beliebigen Viererpasch (aber keinen Kniffel) zu bekommen, ist 150/7776.

Wie alle Würfelspiele sind Kniffel und Yahtzee vornehmlich Glücksspiele. Neben dem Glücksfaktor müssen Spieler aber auch entscheiden, wie viele (und welche) Würfel sie erneut würfeln und welche Felder sie als Nächstes ausfüllen wollen. Vor allem zum Ende des Spiels nimmt die Anzahl der zur Verfügung stehenden Möglichkeiten ab. So erhält Kniffel/Yahtzee auch eine taktische bzw. strategische Komponente. Kniffel/Yahtzee ist so aufgebaut, dass sich jede Entscheidung im Spiel mit Mitteln der Wahrscheinlichkeitsrechnung optimieren lässt, weshalb ein entsprechend programmierter Computer statistisch in der Mehrheit der Fälle gegen einen menschlichen Spieler gewinnen würde.
Strategische Tipps, um im Spiel höhere Punktzahlen zu erzielen, basieren entsprechend auf mathematischen Wahrscheinlichkeiten. Einige Hinweise sind:
- Es ist wichtig, möglichst keine Streichungen zu produzieren. Deshalb sollte beispielsweise nicht bei jedem Wurf auf einen Kniffel/Yahtzee geworfen werden.
- Zunächst sollte der Spieler den unteren Teil des Blocks spielen, um Streichungen zu vermeiden. Bei Fehlwürfen kann immer noch auf den oberen Block ausgewichen werden.
- Aber: Der Bonus von 35 Punkten im oberen Block kann ebenfalls spielentscheidend sein. Deshalb ist es beispielsweise sinnvoll, vier 4er, vier 5er und/oder vier 6er – besonders zu Beginn des Spiels – im oberen Block einzutragen, auch wenn der Viererpasch zu diesem Zeitpunkt noch nicht gewertet wurde. So erhöht man die Chancen auf den Bonus und hat immer noch genug Zeit, um einen Viererpasch zu erzielen.
- Die 1er und 2er im oberen Block sollten als „Notnägel“ verwendet werden, wenn der Wurf auf eine wertvollere Kombination nicht erfolgreich ist.
- Die große Straße entscheidet häufig das Spiel. Gezielt auf die große Straße zu würfeln, ist dann sinnvoll, wenn im ersten Wurf die Augen 2 bis 5 fallen, sodass entweder eine 1 oder eine 6 die große Straße vervollständigt. Besonders sinnvoll ist dies, wenn die kleine Straße noch nicht gewertet wurde, da sie in diesem Fall als sichere „Rückfalloption“ dient.
- Fällt gegen Anfang des Spiels beim ersten Wurf bereits ein Full House, lohnt es sich in der Regel nicht, ihn gleich als solchen zu werten. Stattdessen ist es sinnvoller, den Dreierpasch aus dem Wurf zu behalten und zu versuchen, ihn zu einem Viererpasch bzw. zu einem Kniffel zu „verlängern“, vor allem, wenn es sich um einen 4er-, 5er- oder 6er-Dreierpasch handelt.
- Wenn die Chance als letztes Feld im Spiel noch nicht gewertet wurde und man nicht der erste Spieler der Runde ist, kann man die eigene Punktzahl mit den Mitspielern vergleichen. Daraus ergibt sich, welche Augenzahl man bei der Chance mindestens erreichen muss, um zu gewinnen.
- Wer gezielt auf die Chance würfelt, sollte nach dem ersten Wurf nur 5er und 6er, nach dem zweiten nur 4er, 5er und 6er behalten.
- Da der Bonus oft spielentscheidend ist, lohnt es sich, diesen im Blick zu behalten und während des Spiels zu berechnen. Der Bonus wird dann erreicht, wenn man bei jeder Augenzahl genau drei Gleiche hat. Zum Mitrechnen während des Spiels kann daher nur die Differenz zu der benötigten Punktzahl berücksichtigt werden. Werden beispielsweise vier Vierer gewürfelt merkt man sich +4. Würfelt man danach nur zwei Zweier wäre dieser Wurf ein −2 also merkt man sich +4-2 = +2. So weiß man, dass es ausreicht, nur eine einzelne Eins einzutragen – die ja −2 wäre – um den Bonus dennoch zu erreichen.

## Varianten

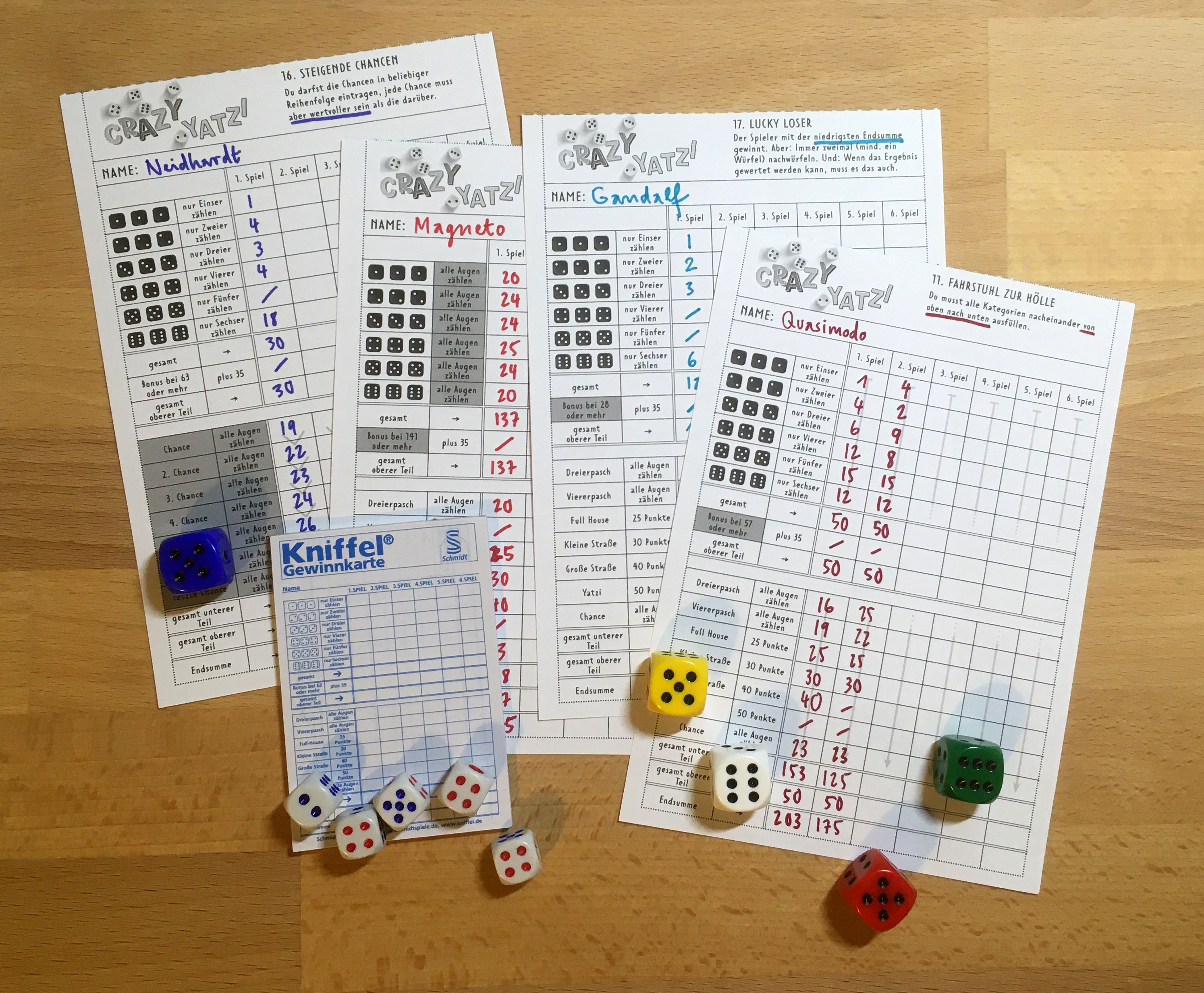
Spielblock Crazy Yatzi, der 20 Kniffel/Yahtzee-Varianten enthält. Zum Vergleich die Reiseversion von Kniffel (Schmidt Spiele).

Neben den offiziellen Regeln bietet Kniffel/Yahtzee zahlreiche Möglichkeiten, das Spiel durch zusätzliche und/oder angepasste Regeln abwechslungsreicher zu gestalten. Beispiele hierfür:
- Änderung der Kombinationen
  - Zusätzliche selbstdefinierte Kombinationen (z. B. Zweierpasch, 2-mal Zweierpasch).
- Änderung des Wurfschemas
  - Es muss bereits nach dem ersten bzw. zweiten Wurf ein Feld ausgefüllt werden.
  - Spieler haben jeweils vier (oder mehr) Würfe zur Verfügung.
  - Nach dem ersten Wurf muss man sich entscheiden, auf welche Kombination (z. B. Kniffel oder Full-House) man würfeln will.
  - Nicht verbrauchte Würfe (wenn z. B. beim ersten Wurf ein Kniffel vorliegt) können für spätere Runden angespart werden.
  - Nach jedem Wurf muss mindestens ein Würfel herausgelegt werden, der dann nicht mehr neu geworfen werden darf. Spieler haben entsprechend maximal fünf Würfe zur Verfügung.
- Änderung der Wertung
  - Der Spieler mit der niedrigsten Wertung gewinnt. Dabei müssen Felder ausgefüllt werden, wenn möglich.
  - Die Felder müssen streng von oben nach unten (oder umgekehrt) ausgefüllt werden.
  - Spieler nutzen zwei Spalten auf dem Wertungsblock gleichzeitig (oder sogar alle fünf).
- Änderung der Grundregeln
  - Spieler dürfen Würfelergebnisse anderer Spieler auch bei sich eintragen, allerdings nie im gleichen Feld, das der andere Spieler nutzt.

### Abgeleitete Spiele
Neben diesen Änderungen der Grundregeln gibt es Varianten, die den Charakter eines eigenen Spiels haben. Dazu gehören:
- Word Yahtzee/Wort-Kniffel (1978, Milton Bradley/Schmidt Spiele)
- Yahtzee Jr./Kinder Kniffel (1988, Hasbro/Schmidt Spiele): Vereinfachte Variante, die im Wesentlichen dem oberen Block des ursprünglichen Kniffels entspricht. Die Würfelseiten sind mit Cartoonfiguren bedruckt.
- Lügen-Kniffel (Schmidt Spiele, 1992): Kniffel-Variante mit drei Würfelbechern. Spieler können bluffen, da sie den Mitspielern nicht alle Würfelergebnisse zeigen müssen.
- Power Yahtzee (Winning Move, 2007): Fügt dem Spiel einen sechsten Würfel hinzu, der besondere Ereignisse auslöst.
- Kniffel Kids (Schmidt Spiele, 2009): Vereinfachte Kniffel-Variante mit Tiersymbolen auf den Würfeln.
- Kniffel Extreme (Schmidt Spiele, 2011): Fügt dem Spiel einen sechsten Würfel mit 10 Seiten und neue Wertungsmöglichkeiten hinzu.
- Kniffel Duell (Schmidt Spiele, 2011)
- Kniffel: Das Kartenspiel (Schmidt Spiele, 2013): Ein Kartenspiel, das sich an Kniffel anlehnt. Karten mit verschiedenen Werten und Farben müssen dabei in bestimmten Kombinationen gesammelt werden.
- Karten Kniffel (Schmidt Spiele, 2014): Ein weiteres Kartenspiel, das sich nochmals stärker an das ursprüngliche Kniffel anlehnt als Kniffel: Das Kartenspiel. Im Wesentlichen werden bei Karten Kniffel die Würfel durch Karten ersetzt, die verschiedene Würfelaugen zeigen; der Wertungsblock bleibt dabei quasi identisch.
- Kniffel Master (Schmidt Spiele, 2015): Kombination aus Würfel- und Brettspiel, bei dem jeder Spieler eine eigene Spielablage erhält, auf der erzielte Würfelkombinationen markiert werden, um Punkte zu sammeln.
- Langland Yatzy (Pegasus Spiele, 2020): Vereinfachte Kniffel-Variante, die Köpfe, Bäuche und Hinterteile von Tieren auf den Würfeln zeigt.
- Crazy Yatzi (Riva Verlag, 2021): Spieleblock, der unterschiedliche Kniffel-/Yahtzee-Varianten enthält.

### Pasch (Ostdeutschland)
In der DDR vertrieb der VEB Berlinplast eine Abwandlung des Spiels unter dem Namen „Pasch“, die noch heute in Ostdeutschland gespielt wird. Dabei kommt ein ähnlicher Abrechnungsblock wie bei Kniffel zum Einsatz, der allerdings von einem Spieler für alle ausgefüllt wird. Mehrere Regeln sind gegenüber dem Ursprungsspiel abgewandelt:
- Im oberen Teil beträgt der Bonus 50 statt 35 Punkte.
- Einfacher und zweifacher Pasch sind als „1 Paar“ und „2 Paar“ vorgesehen, wobei als „2 Paar“ auch vier gleiche Würfel gewertet werden können.
- Der Kniffel heißt „Pasch“ und ist im unteren Teil mit 50 Punkten die einzige Pauschalwertung; alle anderen Würfe zählen nach Würfelaugensummen.
- Dreier- und Viererpasch heißen „3 Gleiche“ bzw. „4 Gleiche“, gewertet wird (wie bei „1 Paar“ und „2 Paar“) nur die Augensumme der zum Pasch gehörigen Würfel.
- Als Kleine Straße wird nur die Würfelkombination 1-2-3-4-5 gewertet, und zwar mit ihrer Würfelaugensumme von 15 Punkten.
- Als Große Straße wird nur die Würfelkombination 2-3-4-5-6 gewertet, und zwar mit ihrer Würfelaugensumme von 20 Punkten.
- Das Full House heißt „Kuchen“, kann auch durch fünf gleiche Würfel erreicht werden, zählt aber ebenfalls stets in Höhe der Würfelaugensumme.

Nach diesen Regeln beträgt die maximal erreichbare Punktzahl 378 Punkte: Oben je 5 Mal 1-6 zzgl. Bonus 50 = 155 Punkte; unten 12+24+18+24+15+20+30+30+50 = 223 Punkte.

### Weitere Spiele
Das Würfelspiel Sachsenkniffel ist nur namentlich an Kniffel angelehnt.